# Большеглазые акулы (род)
Большеглазые акулы (лат. Hemigaleus) — род хрящевых рыб одноимённого семейства отряда кархаринообразных. Обитают тропических и субтропических водах Индо-Тихоокеанского региона. Встречаются на мелководье и на глубине до 170 м. Это некрупные рыбы длиной менее 1,1 м. У большеглазых акул закруглённая морда, короткие жаберные щели и овальные глаза, вытянутые по горизонтали. Позади расположены небольшие дыхальца. Рот короткий и широко изогнутый в виде арки. У зубов имеется очень короткое остриё. Основание первого спинного плавника расположено между основаниями грудных и брюшных плавников. У края верхней лопасти хвостового плавника имеется вентральная выемка. Спинные и брюшные плавники, а также нижняя лопасть хвостового плавника серповидной формы. Рацион состоит из мелких костистых рыб и беспозвоночных. Не представляют опасности для человека. Название рода происходит от слов греч. ήμι — «наполовину» и греч. γαλεός — «акула».

## Классификация
К роду в настоящее время относят 2 вида:
- Hemigaleus australiensis W. T. White, Last & Compagno, 2005
- Hemigaleus microstoma Bleeker, 1852 — индо-малайская большеглазая акула